# ميليسا كاستريلون غوميز
ميليسا كاستريون غوميز (بالإنجليزية: Melissa Castrillon Gomez)‏ (مواليد عام 1995) وهي لاعبة شطرنج كولومبية حصلت على لقب «أستاذ دولي في (الشطرنج)». مثلت كولومبيا في ثلاثة أولمبياد الشطرنج.

## حياتها
في عام 2009، فازت ميليسا كاستريون غوميز في مار دل بلاتا ببطولة الشطرنج لعموم الفتيات الأمريكيات في الفئة العمرية الأقل من 12 عامًا. وفي عام 2011، فازت في لا سيخا ببطولة الشطرنج للنساء في أمريكا الجنوبية، وحصلت على حق المشاركة في بطولة العالم للشطرنج النسائية. في عام 2012، أقامت ميليسا كاستريلون غوميز لأول مرة في خانتي-مانسييسك في بطولة العالم للسيدات الشطرنج، حيث خسرت في الدور الأول أمام ناديزدا كوسينتسيفا.
لعبت أولمبياد الشطرنج لكولومبيا في ثلاث أوليمبياد (2012—2016) وفازت بالفضية الفردية (2012).
حصلت ميليسا كاستريون غوميز على لقب «أستاذ دولي في (الشطرنج)» في عام 2009 نتيجة لأدائها في بطولة الشطرنج النسائية في أمريكا الجنوبية لعام 2011.

## وصلات خارجية
- ميليسا كاستريلون غوميز على موقع الاتحاد الدولي للشطرنج (الإنجليزية)
- ميليسا كاستريلون غوميز على موقع مباريات الشطرنج (الإنجليزية)
- ميليسا كاستريلون غوميز على موقع 365Chess.com (الإنجليزية)
- ميليسا كاستريلون غوميز على موقع Chesstempo.com (الإنجليزية)
- ميليسا كاستريلون غوميز سجل أولمبياد الشطرنج للسيدات على موقع OlimpBase.org (الإنجليزية)